# Satellite Black Knight

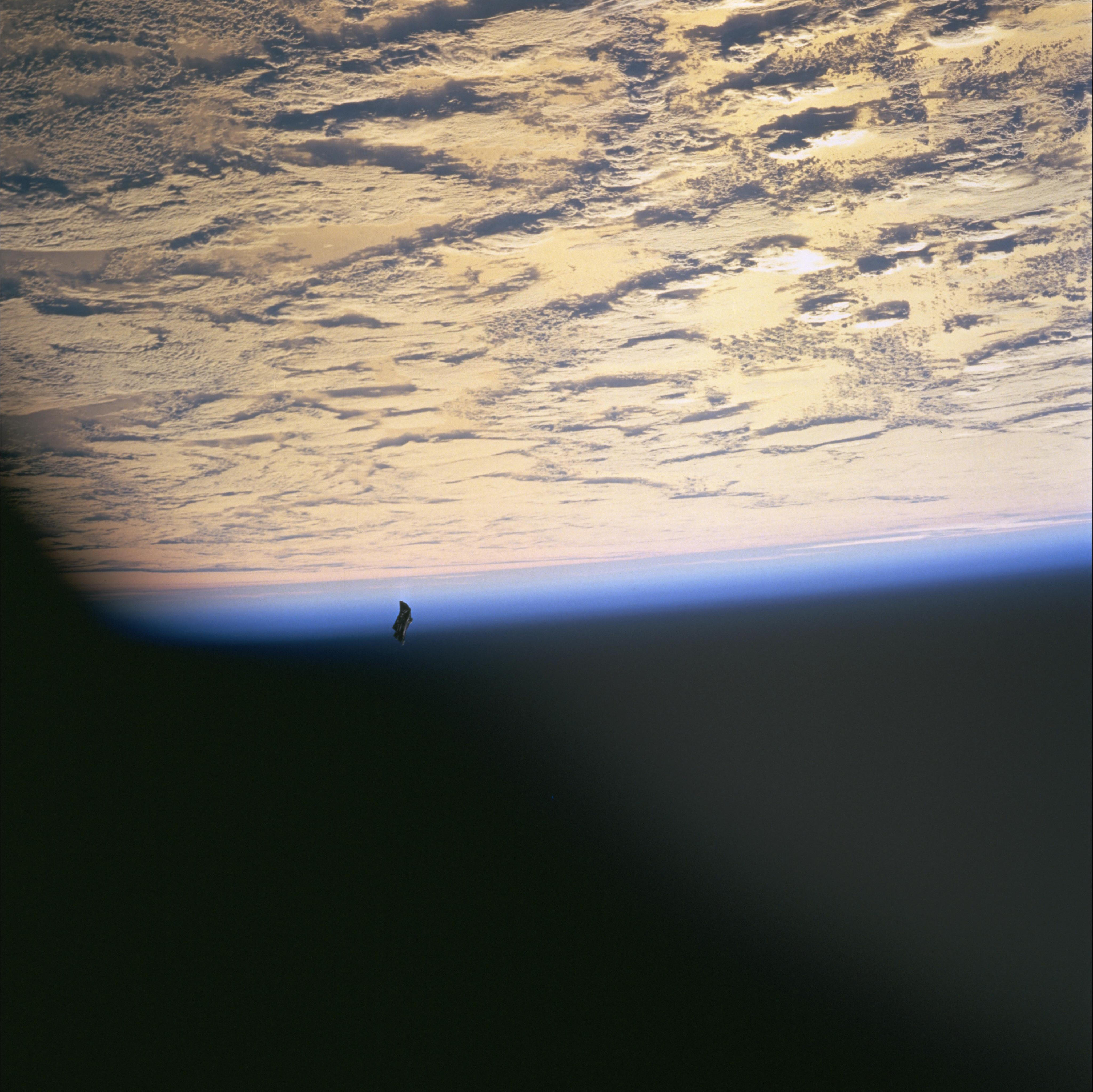
Fotografia del detrito spaziale fotografato l'11 dicembre 1998 durante la missione STS-88.

Il cosiddetto satellite Black Knight (Cavaliere nero in italiano) è un detrito spaziale, fotografato dall'equipaggio dello Space Shuttle Endeavour l'11 dicembre 1998 nel corso della ottantottesima missione del Programma Space Shuttle.  Alcuni ufologi credono sia un satellite artificiale di origine extraterrestre. Il nome riprenderebbe quello di un'astronave aliena che John Keel descrisse in orbita attorno alla Terra in Disneyland of the Gods nel 1988.
La questione ha acquisito i toni di una teoria del complotto, che vedrebbe la NASA impegnata a nascondere l'esistenza e l'origine del satellite misterioso. Questa teoria, in realtà, è la somma di diverse storie e leggende metropolitane non correlate fra loro, ma mescolate e adattate in un'unica narrazione.

## Storia

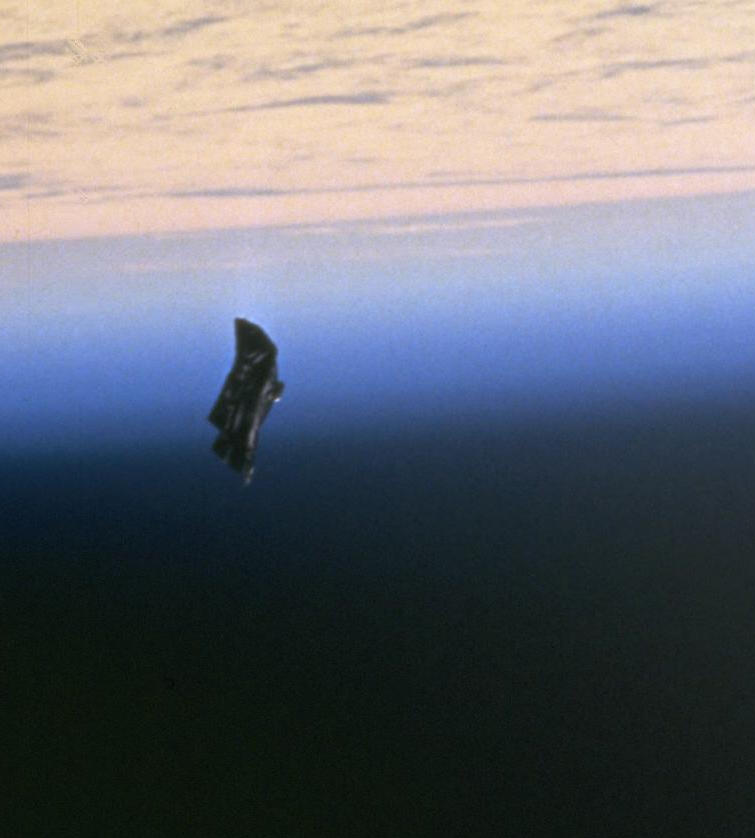
Ingrandimento dell'immagine precedente nella quale il detrito spaziale è più evidente.

L'ottantottesima missione del Programma Space Shuttle fu lanciata il 4 dicembre 1998 dal John F. Kennedy Space Center, a Cape Canaveral. Fu la prima missione di assemblaggio della Stazione spaziale internazionale. Lo Space Shuttle Endeavour trasportava a bordo il modulo statunitense Unity che, nel corso della missione, fu agganciato al modulo russo Zarja.
Durante una delle attività extraveicolari necessarie per completare l'unione e la connessione tra i due moduli, l'astronauta Jerry Ross perse una coperta termica che avrebbe dovuto installare sul modulo Unity per isolare termicamente alcuni elementi di metallo (dei perni) che erano stati utilizzati per ancorare il modulo stesso durante il trasporto nella stiva dello Shuttle. Gli astronauti della NASA scattarono in due minuti una sequenza fotografica dell'oggetto in allontanamento di cui la fotografia del presunto satellite Black Knight fa parte. Gli astronauti rimasti a bordo specularono addirittura sulle possibilità che Ross potesse in qualche modo recuperarla, per completare il suo compito.
Con un'estensione piuttosto ampia rispetto alla sua massa, il detrito possedeva un coefficiente balistico basso. La resistenza atmosferica l'avrebbe dunque rallentato rapidamente, causandone presto il rientro.
Gli ufologi che hanno sostenuto l'ipotesi del satellite alieno hanno, in effetti, utilizzato solo alcune fotografie (tra le quali quelle presenti in questa pagina) della sequenza scattata. In esse, la coperta termica, di colore bianco da un lato e argento dall'altro, appare invece nera perché in controluce. Inoltre, alcuni riflessi della luce solare hanno contribuito a suggerire che l'oggetto avesse una superficie metallica. Nonostante la NASA avesse pubblicato le fotografie in questione, la migrazione di tutto il materiale fotografico relativo all'osservazione della Terra dalla Stazione Spaziale Internazionale su un nuovo sito, denominato Gateway to Astronaut Photography of Earth, nel 2011, portò alcuni ufologi ad accusare l'ente di voler insabbiare la teoria, nascondendo la documentazione relativa.
Anche per contrastare le teorie cospirazioniste sorte dall'episodio, la NASA nel 2013 ha pubblicato altre riprese video dell'oggetto in allontanamento dal nucleo iniziale della Stazione Spaziale Internazionale e le conversazioni in cabina.

## Storie e leggende
Gli autori di pseudoscienza ritengono che ci sia un collegamento con il fenomeno dei long delayed echo e riportano che Nikola Tesla raccolse un segnale radio che si ripeteva più volte nel 1899 che si credeva venisse dallo spazio. L'ipotesi che il Black Knight sia un satellite ha avuto origine nel 1954, quando molti giornali tra cui il St. Louis Post-Dispatch e il San Francisco Examiner pubblicarono storie attribuite al ricercatore di UFO Donald Keyhoe, il quale raccontava che la US Air Force aveva individuato due satelliti di origine sconosciuta orbitare intorno alla Terra. Questo era un fatto impossibile all'epoca, poiché non esistevano ancora i satelliti artificiali.
Nel febbraio del 1960 destò scalpore la notizia che la marina militare americana aveva scoperto un oggetto nero volteggiare in un'orbita inclinata a 79° rispetto all'equatore e con un periodo orbitale di 104,5 minuti. Si notò inoltre che aveva un'orbita molto strana, con un apogeo di 1 728 km (1 074 mi) e un perigeo di soli 216 km (134 mi). In quel momento si ipotizzò che fosse un frammento del rivestimento dal lancio del satellite Discoverer VIII che aveva un'andatura molto simile e alla fine ciò venne confermato, rivelando che si trattava di un'altra parte di questo involucro che si riteneva perduta.
Nel 1973 lo scrittore scozzese Duncan Lunan analizzò i dati dei ricercatori radiofonici norvegesi, arrivando alla conclusione che essi avevano prodotto una mappa stellare, indicando la via per Epsilon Boötis, una stella doppia nella costellazione di Boote. L'ipotesi di Lunan era che questi segnali fossero stati trasmessi da un oggetto vecchio 12 600 anni situato in uno dei punti di Lagrange della Terra. Duncan in seguito scoprì che la sua analisi era basata su dati imperfetti e la ritirò, senza mai menzionare il relitto nero orbitante.
Alcuni ufologi, analizzando la foto del Black Knight, hanno ritenuto che esso possa essere il veicolo spaziale di Pakal, un'ipotetica astronave Maya rinvenuta dal controverso pseudo-archeologo Erich von Däniken.
Il gruppo musicale metal svedese Pain ha incluso la canzone Black Knight Satellite nell'ottavo album Coming Home uscito nel settembre 2016.